# Harald Lander
Harald Lander, all'anagrafe Alfred Bernhardt Stevnsborg (Copenaghen, 25 febbraio 1905 – Copenaghen, 14 settembre 1971) è stato un ballerino, coreografo, direttore artistico e maestro di balletto danese con cittadinanza francese.

## Biografia
Nato e cresciuto a Copenaghen, nel 1923 fu scritturato dal Balletto Reale Danese. Dopo una parentesi newyorchese tra il 1926 e il 1927, durante la quale si perfezionò con Michel Fokine, nel 1929 fu proclamato primo ballerino del Balletto Reale Danese. Pur continuando a danzare in veste di étoile della compagnia fino al ritiro dalle scene nel 1945, dal 1932 al 1952 fu anche direttore artistico del Balletto Reale Danese. In veste di direttore della compagnia, riuscì ad attrarre talenti internazionali come Vera Volkova, portò avanti il repertorio e lo stile di August Bournonville, rendendolo noto anche all'estero e aggiunse al repertorio della compagnia diverse coreografie di Fokine, tra cui quelle de La Sylphide, Petruška e Il principe Igor'. Inoltre coreografò personalmente una trentina di balletti, tra cui nuove allestimenti del Boléro (1934) e de I sette peccati capitali (1936). In veste di coreografo è noto soprattutto per l'atto unico Études, che ebbe la sua prima assoluta nel 1948, il suo esordio parigino nel 1952 e successivamente entrò nel repertorio delle maggiori compagnie al mondo. 
La sua carriera con il Balletto Reale Danese giunse bruscamente al termine nel 1951, quando numerose accuse di comportamenti inappropriati furono mosse contro di lui da diverse ballerine, a cui si aggiunsero accuse di cattiva gestione della compagnia. Le accuse di molestie furono considerate infondate, mentre quelle sulla cattiva gestione furono ritenute valide e portarono alle sue dimissioni.
Nel novembre 1951 si trasferì a Parigi, dove lavorò come maître de ballet del balletto dell'Opéra di Parigi per tre anni, durante i quali ricreò le coreografie di diversi balletti di Bournonville. Dal 1956 al 1963 fu direttore della Scuola di danza dell'Opéra di Parigi. Dopo aver lasciato la scuola di balletto dell'Opéra, lavorò come coreografo e répétiteur freelance per compagnie di alto profilo, tra cui l'American Ballet Theatre, il Corpo di Ballo del Teatro alla Scala, il London Festival Ballet e l'Het Nationale Ballet. Nel 1964 aprì una propria scuola di danza a Parigi e nel 1971, dopo vent'anni d'assenza, tornò in Danimarca.
Dopo il divorzio da Margot Lander nel 1950 e quello con Toni Lander nel 1965, si risposò per la terza e ultima volta con Lise Lander e il matrimonio durò fino alla sua morte, avvenuta nel 1971 all'età di 66 anni a causa di una leucemia. Fu sepolto all'Holmens Kirkegård, il più antico cimitero di Copenaghen.